# Рожично
Рожично (словен. Rožično) — поселення в общині Камник, Осреднєсловенський регіон, Словенія. Висота над рівнем моря: 513,2 м.